# Maike Plath
Maike Plath (* 1970 in Flensburg) ist eine deutsche Theaterpädagogin und Autorin.

## Leben und Wirken
Plath studierte in Kiel Germanistik, Anglistik und Kirchenmusik auf Lehramt. Nach dem Referendariat unterrichtete sie von 1998 bis 2004 als Lehrerin für Theater, Deutsch und Englisch in Schleswig-Holstein. 2004 ging Maike Plath nach Berlin und unterrichtete dort bis 2013 an der Anna-Siemsen-Oberschule (jetzt Alfred-Nobel-Schule), einer so genannten Brennpunktschule im Bezirk Neukölln. 2013 gab sie nach 17 Jahren Schuldienst ihre Lebenszeitverbeamtung auf.
Maike Plath ist seit 2011 Leiterin der Jugendtheaterprojekte (Aktive Player NK) am Heimathafen Neukölln und seit 2013 im Vorstand des Vereins ACT e.V. (ehemals Mitspielgelegenheit e.V. Berlin).
Als konstruktive Antwort auf ihre Erfahrungen im Berliner Schulalltag entwickelte Plath nach ihrer 9-jährigen Tätigkeit an einer Berliner Brennpunktschule ihr partizipatives künstlerisches Konzept, das sogenannte Vetoprinzip, das heute in insgesamt neun Publikationen vorliegt und über ACT e.V. bundesweit an Theaterpädagogen, Lehrkräfte und Kulturschaffende weitergegeben wird. Das Vetoprinzip vermittelt selbstbestimmte und individuelle Strategien demokratischer Führung und lässt sich über das Theater hinaus auf andere Kontexte und Themenfelder übertragen.
Plath ist Dozentin an der Pädagogischen Hochschule Heidelberg und an der Pädagogischen Hochschule Zürich und gibt bundesweit Workshops, Seminare und Vorträge zum Biografischen Theater, zu ihrem Partizipationskonzept und zur Statuslehre nach Keith Johnstone.
Plath war von 2008 bis 2012 Vorstandsmitglied des Bundesverband Theater in Schulen (BVTS) und von 2008 bis 2016 Jurymitglied des Theatertreffen der Jugend Berlin. Seit 2016 ist sie für den BVTS als Ausbilderin der Multiplikatoren für das Schultheater der Länder (SDL) im Einsatz.
2016 begleitete der Filmemacher Rosa von Praunheim ein Jahr lang die Arbeit von Maike Plath. Daraus entstand der Dokumentarfilm „ACT! Wer bin ich“, der 2017 bundesweit in die Kinos kam.

## Vetoprinzip
Das Veto-Prinzip ist ein von Maike Plath entwickeltes Konzept, das den Begriff der „gleichwürdigen Führung“, wie ihn Jesper Juul für die Elternarbeit ausformuliert hat, transparent und anschaulich auf alle Führungs-Kontexte mit Gruppen überträgt und dafür eine praxisnahe, transparente Didaktik mit grundlegenden Instrumenten anbietet. Zentrale Arbeitsinstrumente dieses Ansatzes sind das Mischpult, die Veto-Konzeptkoordinaten und die Statuslehre.
Durch das Veto-Prinzip wird ein Führungs-Stil etabliert, der von den Bedürfnissen, Grenzen und Fähigkeiten aller Beteiligten ausgeht – und nicht von einer gesetzten Norm.
Veto-Recht: Ausgangspunkt und zentraler Aspekt des Ansatzes ist das Veto Recht für alle Beteiligten, durch das eine gleichwürdige Arbeitskultur etabliert wird. Plath beschreibt das Veto-Recht als den Fluss `Rubikon`, den es zu überschreiten gilt, bevor der Prozess hin zu innerer Autonomie und damit hin zu einer starken, authentischen Führungskraft überhaupt beginnen kann. Daher ist das Gesamtkonzept danach benannt.

## Konzeptkoordinaten des Veto-Prinzips
Arbeit mit den sieben demokratischen Führungs-Jokern:
Veto. Tempo. Klarheit. Verantwortung. Störgefühl. Freispiel (Aussteigen und selbst fahren). Blick von außen.
Arbeit nach dem Dreischritt (Ziel, Erfahrungsspielraum, Reflexion)
Werte statt Normen
Orientierung an Skalen statt an vorgegebenen Standards („Skala statt Tabelle“)
Prinzip des Offenen Wissens
Klar geregelte Spielfelder, Koordinaten zur Orientierung und Selbststeuerung nach Skalen-Prinzip
Training Führungskompetenz auf Basis der Statuslehre und den Vier Führungs-Statustypen: Löwe, Kläffer, Erdmännchen, Schildkröte
Arbeit auf den Ebenen: Kognition. Emotion. Körper. Spiel.
Narrative und Bilder

## Arbeitsinstrument – Das Mischpult
Zentrales Arbeits-Instrument beim Veto-Prinzip ist das Mischpult, das zugleich auch als Metapher für die Arbeitsweise steht.
Als Metapher beschreibt der Begriff den zugrundeliegenden Gedanken, dass jeder Mensch hier als Mischpult verschiedener individueller Handlungs- und Gestaltungsmöglichkeiten verstanden wird. Diese individuellen Handlungs- und Gestaltungsmöglichkeiten sind als „Kanäle“ eines Mischpults zu verstehen. Entsprechend diesem Bild kann jeder Mensch seine eigenen „Kanäle“ jeweils von „Null“ (Veto), über „sehr einfach“ bis hinauf nach „sehr komplex“ selbstbestimmt steuern.
Ziel dieser Arbeitsweise ist es, den Beteiligten ihre jeweils unterschiedlichen Handlungs- und Gestaltungsmöglichkeiten (Mischpultkanäle) aufzuzeigen und sie schrittweise dazu zu ermächtigen, die eigenen Kanäle selbstbestimmt auf einer Skala von „einfach bis komplex“ zunehmend autonom und versiert und in Richtung zunehmender Komplexität und Qualität auf gemeinsame Ziele hin zu steuern.
Dies geschieht durch die kontinuierliche Arbeit nach konkret ausformulierten Konzeptkoordinaten und mit dem Mischpult, das als Bezeichnung auch das Material selbst meint: Karten für unterschiedliche thematische Kategorien (Methodenrepertoires: Materialkästen, erschienen im Beltz Verlag, auch Theatrales Mischpult, siehe unten), die in ihrer Gesamtheit – in immer wieder neuen Zusammenstellungen und Anordnungen – das gemeinsame Referenzsystem bilden, auf das sich eine Gruppe in ihrem Arbeits- und Gestaltungsprozess bezieht und das als gemeinsamer Wissenspool durch die Weiterentwicklung der Gruppenmitglieder ständig wächst.
Das Veto-Prinzip vermittelt anschaulich und transparent individuelle Strategien gleichwürdiger, demokratischer Führung und ist somit auch ein konstruktiver Vorschlag für gelingende Inklusion.